# Andrzej Lepper
Andrzej Zbigniew Lepperⓘ (ur. 13 czerwca 1954 w Stowięcinie, zm. 5 sierpnia 2011 w Warszawie) – polski polityk, rolnik i związkowiec, założyciel i pierwszy przewodniczący partii Samoobrona Rzeczpospolitej Polskiej i Związku Zawodowego Rolnictwa „Samoobrona”.
Poseł na Sejm IV i V kadencji w latach 2001–2007, wicemarszałek Sejmu IV i V kadencji. Poseł do Parlamentu Europejskiego V kadencji (2004). Wiceprezes Rady Ministrów oraz minister rolnictwa i rozwoju wsi w rządzie Kazimierza Marcinkiewicza, a następnie w rządzie Jarosława Kaczyńskiego (od maja 2006 do września 2006 oraz od października 2006 do lipca 2007). Kandydat w wyborach prezydenckich w 1995, 2000, 2005 i 2010.

## Życiorys

### Wykształcenie i praca zawodowa
W 1974 ukończył Państwowe Technikum Rolnicze w Sypniewie jako abiturient, jednak nie przystąpił do egzaminu dojrzałości.
W latach 1974–1976 odbył zasadniczą służbę wojskową. W latach 1976–1977 pracował w Stacji Hodowli Roślin w Gorzynie i Państwowym Gospodarstwie Rolnym w Rzechcinie. Od 1977 do 1980 był kierownikiem gospodarstwa w Kusicach, należącego do Państwowego Ośrodka Hodowli Zarodowej w tej miejscowości. Został wówczas najmłodszym kierownikiem PGR w Polsce. Od 1980 prowadził wraz z rodziną indywidualne gospodarstwo rolne w Zielnowie, w którym w latach 90. rozpoczął eksperymentalną hodowlę zagranicznych zwierząt, m.in. strusi i bizonów.
W 2010 został (m.in. z Piotrem Rybą) wspólnikiem i członkiem zarządu spółki z ograniczoną odpowiedzialnością APA Trade. Został także wspólnikiem spółki z ograniczoną odpowiedzialnością L&W Investment. W kwietniu 2011 ustanowił jako fundator Fundację Polsko-Białoruskie Pojednanie.

### Działalność polityczna do 2001
W latach 70. był członkiem Związku Młodzieży Wiejskiej i Związku Socjalistycznej Młodzieży Polskiej. Od 1978 do 1980 należał do Polskiej Zjednoczonej Partii Robotniczej. We wrześniu 1991 współorganizował w Darłowie protesty rolników, którzy ponieśli straty przez powódź i którzy mieli problemy ze spłatą kredytów zaciągniętych na zakup sprzętu rolniczego. Następnie wspólnie z uczestnikami tych protestów powołał „Wojewódzki Komitet Samoobrony Rolników”, którego został przewodniczącym. W październiku tego samego roku stanął na czele powołanego w Warszawie Komitetu Obrony Rolników koordynującego protesty pod budynkiem Sejmu. Z listy komitetu wyborczego Samoobrona Rolników bez powodzenia ubiegał się o mandat poselski w wyborach parlamentarnych w tym samym roku (otrzymał 1617 głosów w okręgu słupsko-koszalińskim). W styczniu 1992 objął funkcję przewodniczącego powstałego w wyniku instytucjonalizacji komitetu protestacyjnego Związku Zawodowego Rolnictwa „Samoobrona”. W czerwcu 1992 założył partię Samoobrona Rzeczpospolitej Polskiej (początkowo istniejącą pod nazwą Przymierze Samoobrona), od początku nieprzerwanie zajmował stanowisko jej przewodniczącego. Do 2006 był członkiem Krajowej Rady Izb Rolniczych. Był też członkiem władz międzynarodowej federacji organizacji rolniczych COPA-COGECA.
W latach 90. współpracował m.in. z Januszem Bryczkowskim, Bohdanem Porębą, Stanisławem Skalskim i Leszkiem Bublem. W wyborach do Sejmu w 1993 bez powodzenia kandydował do Sejmu (otrzymał 24 480 głosów), a kierowana przez niego lista „Samoobrona-Leppera” uzyskała 2,78% głosów (3,35% głosów w 44 okręgach, w których zarejestrowała listy). Dwa lata później kandydował w wyborach prezydenckich, zdobywając 1,32% poparcia. W wyborach parlamentarnych w 1997 Przymierze Samoobrona uzyskało 0,08% głosów (posiadając listy zarejestrowane w 16 okręgach), a sam Andrzej Lepper bez powodzenia ubiegał się w województwie koszalińskim o mandat senatora, uzyskując 26 614 głosów (zajął czwarte miejsce spośród dziesięciu kandydatów). Kandydując w kolejnych wyborach prezydenckich w 2000, Andrzej Lepper otrzymał poparcie na poziomie 3,05%.
W latach 1998–2001 był radnym sejmiku zachodniopomorskiego I kadencji z listy Przymierza Społecznego. W 1999 został przewodniczącym międzyzwiązkowego komitetu protestacyjnego (ZZR „Samoobrona”, KZRKiOR, Niezależny Samorządny Związek Zawodowy Rolników Indywidualnych „Solidarność”), który do 2001 prowadził akcje protestacyjne przeciwko rządowi Jerzego Buzka.

### Lata 2001–2005
W wyborach w 2001 uzyskał mandat poselski, otrzymawszy 44 814 głosów w okręgu koszalińskim. 19 października 2001 objął funkcję wicemarszałka Sejmu IV kadencji, jednak już 29 listopada tego samego roku został z niej odwołany, czego bezpośrednią przyczyną stały się obraźliwe wypowiedzi Andrzeja Leppera na temat ówczesnego ministra spraw zagranicznych Włodzimierza Cimoszewicza i jego ojca. W trakcie debaty w tej sprawie oskarżył z mównicy sejmowej w formie pytającej pięciu polityków Platformy Obywatelskiej i Sojuszu Lewicy Demokratycznej: Pawła Piskorskiego, Jerzego Szmajdzińskiego, Donalda Tuska, Andrzeja Olechowskiego i Włodzimierza Cimoszewicza o popełnienie czynów korupcyjnych, za co został w 2006 prawomocnie skazany. W listopadzie 2001 stanął na czele Klubu Parlamentarnego Samoobrony RP. W kwietniu 2002 wszedł w skład Komisji do Spraw Kontroli Państwowej. Uczestniczył w jej pracach do stycznia 2005, przechodząc następnie do Komisji Odpowiedzialności Konstytucyjnej.
W kwietniu 2003 został obserwatorem, a następnie przedstawicielem polskiej delegacji przy Parlamencie Europejskim. Po akcesji Polski do Unii Europejskiej 1 maja 2004 przez niespełna trzy miesiące pełnił funkcję eurodeputowanego. Od stycznia 2005 do stycznia 2008 był też delegatem do Zgromadzenia Parlamentarnego Rady Europy i członkiem Komisji Praw Człowieka ZPRE.
W Sejmie IV kadencji był upominany za naruszanie zasad etyki poselskiej, m.in. z powodu pomówień pod adresem Aleksandra Kwaśniewskiego i Leszka Balcerowicza. Wraz z grupą innych parlamentarzystów swojej partii zablokował na dłuższy czas mównicę sejmową, utrudniając pracę tej izby.
W kwietniu 2005 ogłosił, że wystartuje w wyborach prezydenckich w tym samym roku. Poparcia udzieliły mu Samoobrona RP oraz powiązane z nią organizacje (Związek Zawodowy Rolnictwa „Samoobrona”, Ogólnopolska Młodzieżowa Organizacja Samoobrony Rzeczypospolitej Polskiej, Krajowe Stowarzyszenie Obrońców Polskiego Przemysłu Mięsnego), jak również kilka marginalnych partii lewicowych i narodowych, m.in. Stronnictwo Narodowe.
Jego komitet wyborczy został zarejestrowany 8 sierpnia. Swój udział w wyborach zakończył w I turze, otrzymując 2 259 094 głosów (15,11%) i zajmując tym samym trzecie miejsce. Przed drugą turą wyborów zaapelował o poparcie Lecha Kaczyńskiego.

### Lata 2005–2007
Do Sejmu V kadencji został wybrany ponownie z okręgu koszalińskiego liczbą 33 535 głosów. 26 października 2005 powołano go na stanowisko wicemarszałka Sejmu dzięki poparciu Prawa i Sprawiedliwości, Ligi Polskich Rodzin, Polskiego Stronnictwa Ludowego oraz części posłów Sojuszu Lewicy Demokratycznej i niezrzeszonych. Funkcję tę pełnił do 9 maja 2006.

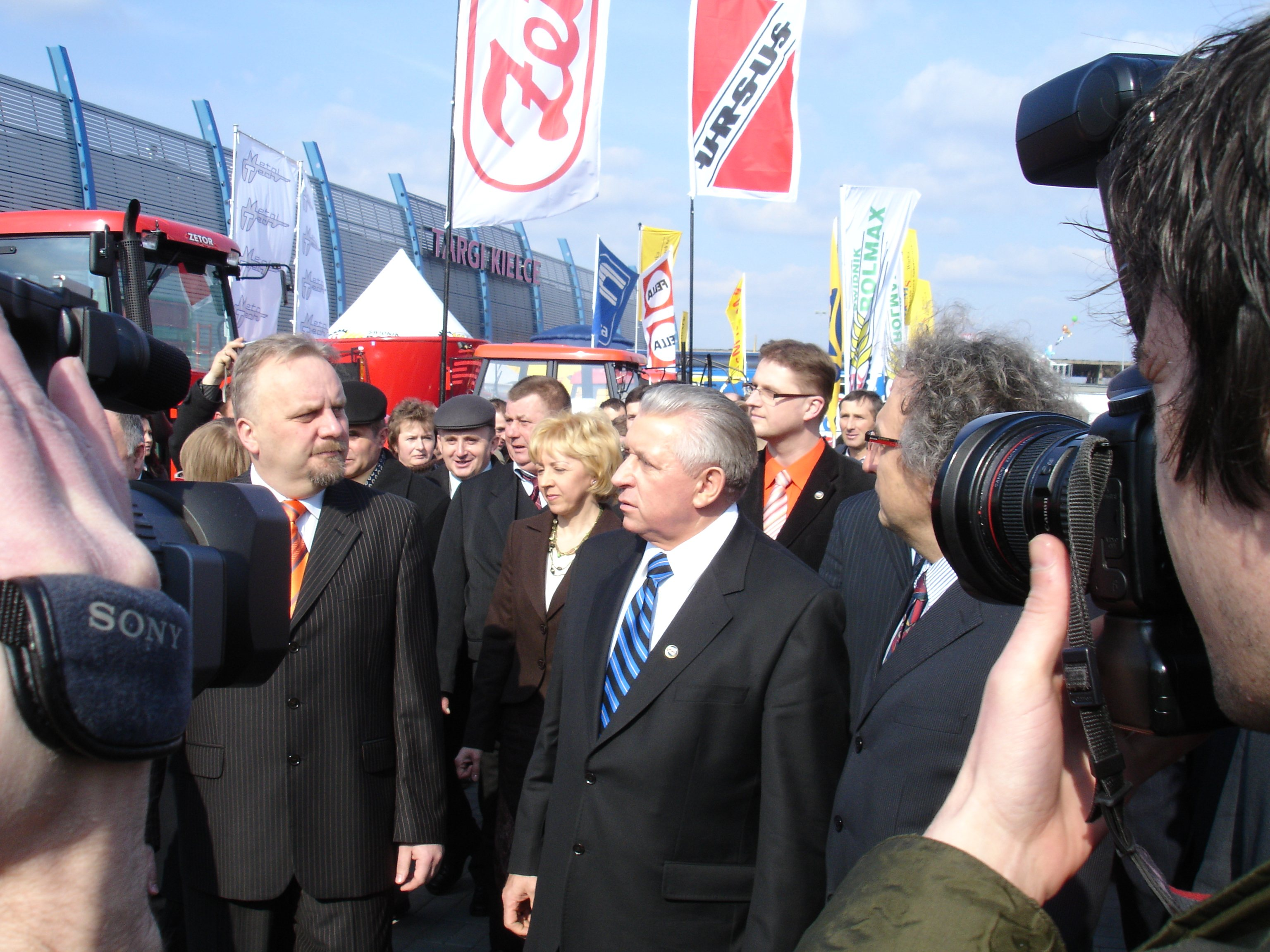
Wicepremier Andrzej Lepper na targach rolniczych w Kielcach, 10 marca 2007

W lutym 2006 został wiceprzewodniczącym eurosceptycznego zrzeszenia partii EUDemocrats. 5 maja 2006 po wejściu Samoobrony RP do koalicji rządowej z Prawem i Sprawiedliwością i Ligą Polskich Rodzin, Andrzej Lepper został mianowany wicepremierem i ministrem rolnictwa i rozwoju wsi w rządzie Kazimierza Marcinkiewicza. 14 lipca 2006 objął tożsame stanowiska w rządzie Jarosława Kaczyńskiego.
21 września tego samego roku Jarosław Kaczyński zapowiedział jego dymisję, motywując to przedstawieniem nieuzgodnionej wcześniej, długiej listy żądań budżetowych (podwyżki dla służby zdrowia, nauczycieli, nauki, rent, emerytur, dopłaty do paliwa rolniczego, ubezpieczenia rolnicze, weterynarz w każdym powiecie) i nazywając takie zachowanie warcholstwem, na co Andrzej Lepper odparował stwierdzeniem o jego chamstwie. 22 września prezydent Lech Kaczyński odwołał Andrzeja Leppera ze stanowisk rządowych. Jednak już 16 października 2006 ponownie mianował go na oba urzędy.
W lutym 2007 PO złożyła wniosek o wyrażenie przez Sejm wotum nieufności wobec Andrzeja Leppera, który został odrzucony głosami koalicji rządowej. 9 lipca tego samego roku Andrzej Lepper został odwołany z funkcji rządowych w związku ze śledztwem Centralnego Biura Antykorupcyjnego i zatrzymaniem m.in. Piotra Ryby w tzw. aferze gruntowej.

### Po wyborach w 2007

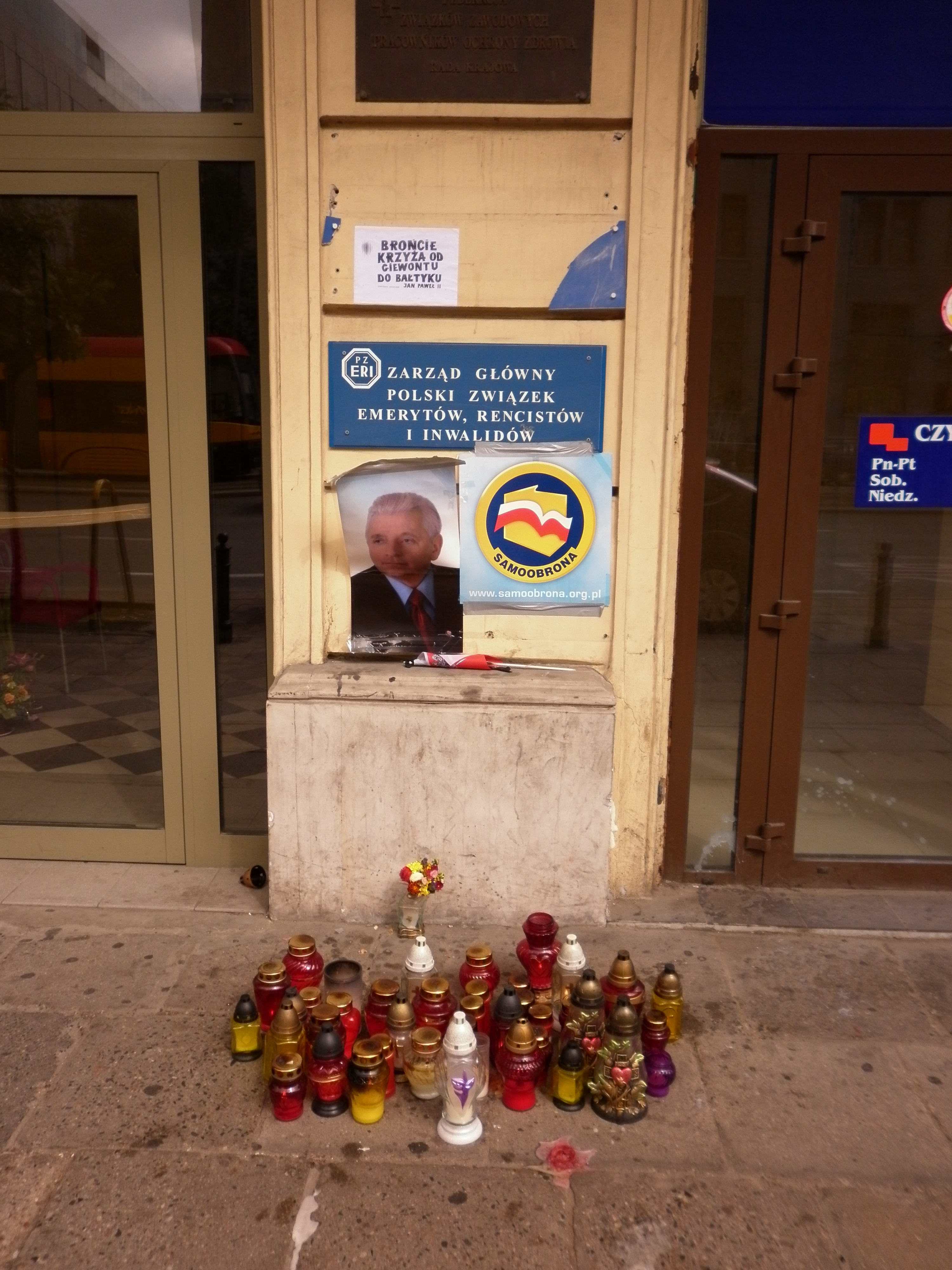
Siedziba Samoobrony po śmierci Andrzeja Leppera

W przedterminowych wyborach w 2007 Andrzej Lepper bez powodzenia ubiegał się o reelekcję (otrzymał 8459 głosów), lista Samoobrony RP nie przekroczyła wynoszącego 5% progu wyborczego. W 2008 bezskutecznie kandydował w wyborach uzupełniających do Senatu w okręgu krośnieńskim, uzyskując 3435 głosów (około 4,1% wszystkich oddanych) i zajmując 4. miejsce spośród 12 kandydatów. W listopadzie 2009 uzyskał status pokrzywdzonego w jednym ze śledztw dotyczących afery gruntowej.
28 stycznia 2010 została zarejestrowana partia o nazwie Nasz Dom Polska – Samoobrona Andrzeja Leppera, założona przez część działaczy Samoobrony RP. Andrzej Lepper został jej przewodniczącym. W marcu tego samego roku został ogłoszony kandydatem w wyborach prezydenckich. W maju 2010 Państwowa Komisja Wyborcza odmówiła jego rejestracji z uwagi na uprzednią karalność. Kolejnego dnia (11 maja 2010) PKW uchyliła swoją decyzję, gdyż okazało się, że informacje o karalności Andrzeja Leppera wynikały z niewykreślenia z Krajowego Rejestru Karnego wyroku skazującego uchylonego przez Sąd Najwyższy. W konsekwencji jego kandydatura została zarejestrowana. W pierwszej turze uzyskał 214 657 głosów (1,28%), zajmując 7. miejsce spośród 10 kandydatów.
30 sierpnia 2010 prokurator Prokuratury Okręgowej w Warszawie przedstawił mu zarzuty składania fałszywych zeznań w postępowaniu prokuratorskim dotyczącym przecieku z afery gruntowej. Andrzej Lepper nie przyznał się do dokonania zarzucanego mu czynu i odmówił złożenia wyjaśnień. W październiku 2010 akt oskarżenia w tej sprawie został skierowany do Sądu Rejonowego w Koszalinie. Proces rozpoczął się w kwietniu 2011. Status oskarżyciela posiłkowego otrzymał w nim Zbigniew Ziobro.
29 maja 2011 został wybrany na przewodniczącego partii Nasz Dom Polska – Samoobrona Andrzeja Leppera przez kongres tego ugrupowania.

### Śmierć
5 sierpnia 2011 został znaleziony martwy w biurze partii w Warszawie. W toku zakończonego postępowania prokuratorskiego ustalono, że Andrzej Lepper popełnił samobójstwo poprzez powieszenie się. Według ustaleń śledztwa polityk cierpiał na depresję wywołaną postępowaniami karnymi, upadkiem politycznym, wielotysięcznym zadłużeniem i bankructwem finansowym partii.
11 sierpnia 2011 został pochowany na cmentarzu w Krupach. W uroczystościach pogrzebowych o charakterze państwowym wzięli udział m.in. były prezydent Lech Wałęsa, a także ambasador Białorusi Wiktar Hajsionak. W dniu pogrzebu tablica z nazwą miejscowości Zielnowo została przepasana kirem.
Po jego śmierci pojawiły się teorie spiskowe negujące ustalenia śledztwa. Według nich polityk miał zostać zamordowany albo ktoś miał zmusić go do popełnienia samobójstwa. Prezentował je m.in. dziennikarz Wojciech Sumliński, powołując się na funkcjonariusza Agencji Bezpieczeństwa Wewnętrznego Tomasza Budzyńskiego i wskazując, że motywem miały być kompromitujące polityków informacje, w których posiadanie miał wejść Andrzej Lepper. Wersję o samobójstwie wykluczał Janusz Maksymiuk, współpracownik polityczny Andrzeja Leppera, wskazując na planowanie przez lidera Samoobrony nowej kampanii wyborczej. Według Tomasza Sakiewicza, redaktora naczelnego „Gazety Polskiej”, Andrzej Lepper obawiał się o swoje życie w związku z zamiarem ujawnienia nowych informacji dotyczących przecieku o akcji służb w sprawie afery gruntowej oraz chciał kilka miesięcy przed śmiercią spotkać się w tej sprawie z Jarosławem Kaczyńskim. Niektórzy dziennikarze zajmujący się sprawą śmierci Andrzeja Leppera zwracali uwagę, że została ona poprzedzona w krótkim czasie zgonami trójki jego współpracowników: prawników Róży Żarskiej i Ryszarda Kucińskiego oraz byłego doradcy Wiesława Podgórskiego.
Wątek upozorowanego na samobójstwo zabójstwa polityka w biało-czerwonym krawacie (symbolu Samoobrony RP) pojawił się w filmie Służby specjalne z 2014. Spektakl Tu Wersalu nie będzie! w reżyserii Rabiha Mrouégo, wystawiony premierowo w Teatrze Polskim w Bydgoszczy w 2016, opisany został jako „ilustracja myślenia spiskowego na temat śmierci Andrzeja Leppera”. Śmierci lidera Samoobrony został poświęcony jeden z odcinków programu publicystycznego Teoria spisku autorstwa Tomasza Sekielskiego.

## Życie prywatne

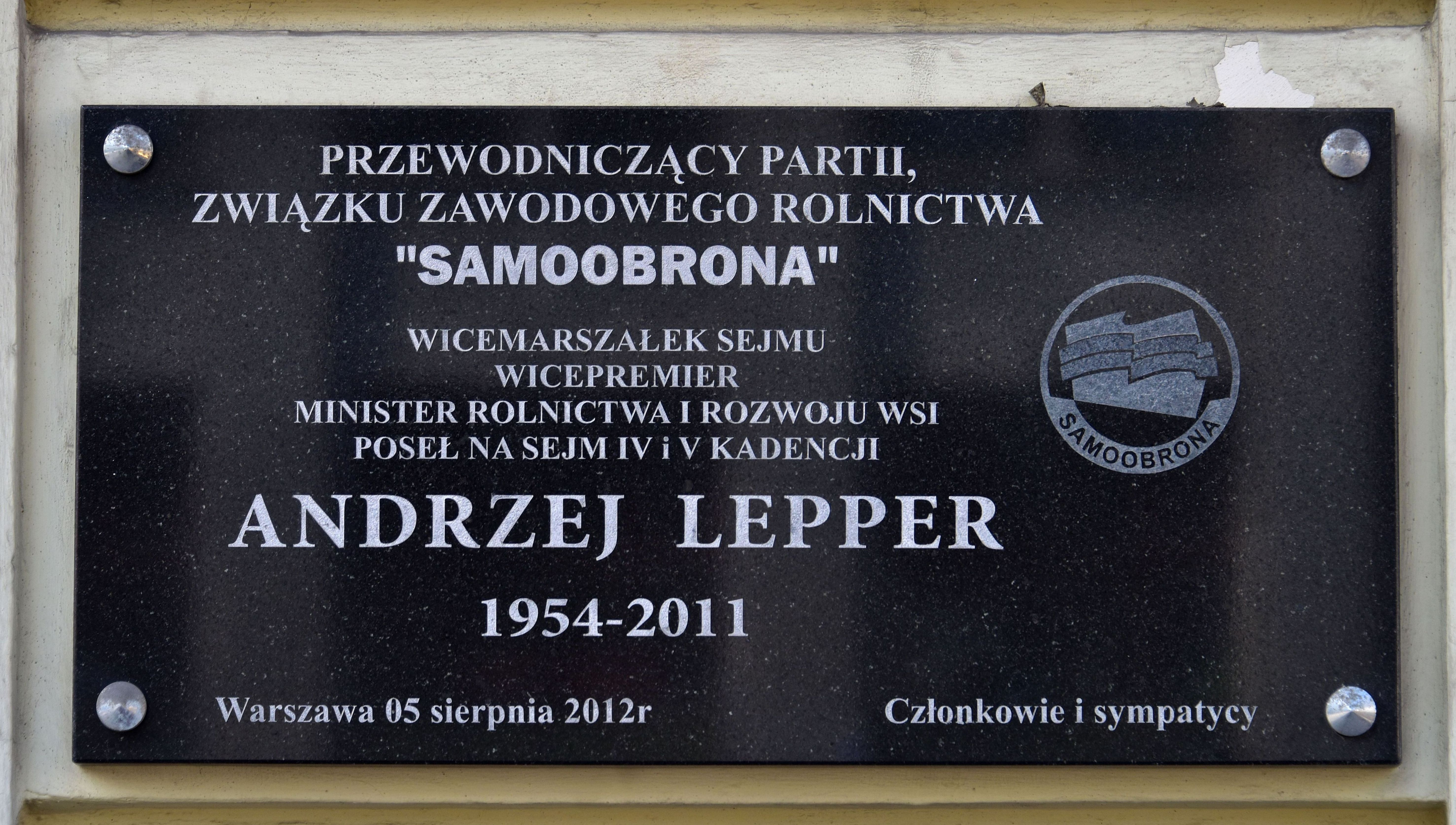
Tablica upamiętniająca Andrzeja Leppera na budynku przy Alejach Jerozolimskich 30 w Warszawie, będącym siedzibą Samoobrony RP oraz miejscem śmierci polityka

Od jedenastego roku życia wychowywał się bez ojca. Był najmłodszy z dziewięciorga rodzeństwa. W młodości wyczynowo uprawiał boks. Był zawodnikiem klubu Czarni Słupsk. Wystąpił w dwóch filmach: w 2001 w komedii Jerzego Gruzy Gulczas, a jak myślisz… oraz w 2007 w filmie Mariana Eherta Kto rządzi w Auschwitz. W obu filmach grał samego siebie.
W 1977 ożenił się z Ireną Leszczewską, z którą miał troje dzieci: Tomasza, Małgorzatę i Renatę.
Był katolikiem.

## Odznaczenia, wyróżnienia i upamiętnienie
Uzyskał tytuły doktora honoris causa zagranicznych uczelni: Międzyregionalnej Akademii Zarządzania Personelem w Kijowie (2004) oraz Ukraińskiej Akademii Technologicznej (2005). Trzeci przyznany przez Moskiewską Państwową Akademię Precyzyjnej Techniki Chemicznej im. Michaiła Łomonosowa odebrał w 2007.
Również w 2007 został honorowym profesorem Międzyregionalnej Akademii Zarządzania Personelem w Kijowie. Po uzyskaniu tegoż tytułu Liga przeciw Zniesławieniom oraz Stowarzyszenie „Nigdy Więcej” skrytykowały go za przyjęcie tego wyróżnienia, argumentując to według nich „antysemickim charakterem uczelni”.
W 2001 został w Nowym Jorku odznaczony przez Roberta Kennedy’ego Jr. wyróżnieniem The Schweitzer Medal przyznanym przez Animal Welfare Institute. W 2003 został mu przyznany tytuł „Człowieka Roku” pisma „Forum Psychologiczne”. W 2005 został honorowym członkiem kierowanej przez Jana Kobylańskiego Unii Stowarzyszeń i Organizacji Polskich w Ameryce Łacińskiej. W 2006 został uhonorowany przez księdza Henryka Jankowskiego Orderem św. Brygidy.
W 2024 decyzją rady gminy wiejskiej Sławno został patronem ronda we wsi Grzybno.

## Postępowania sądowe

### Seksafera
4 grudnia 2006 w „Gazecie Wyborczej” ukazał się artykuł zatytułowany Praca za seks w Samoobronie, który zapoczątkował tzw. „Seksaferę”. Była radna sejmiku łódzkiego, Aneta Krawczyk, stwierdziła w nim, że otrzymała pracę na stanowisku dyrektora biura poselskiego w zamian za usługi seksualne świadczone Stanisławowi Łyżwińskiemu i Andrzejowi Lepperowi. Andrzej Lepper stwierdził, że wybuch seksafery miał na celu doprowadzenie do usunięcia Samoobrony RP z koalicji i uniemożliwienie ujawnienia afer z lat 90. Zasugerował także próbę zamachu stanu, składając w tej sprawie zawiadomienie do Agencji Bezpieczeństwa Wewnętrznego. 14 grudnia 2006 wykluczył z Samoobrony RP Stanisława Łyżwińskiego, zaznaczając również, iż w przypadku uniewinnienia może on powrócić do partii. Opowiedział się za zaostrzeniem kar za molestowanie seksualne.
8 lutego 2007 badanie DNA Andrzeja Leppera wykazało, że nie jest on ojcem najmłodszego dziecka Anety Krawczyk (wbrew jej twierdzeniom). 8 listopada byłemu wicepremierowi prokurator Prokuratury Okręgowej w Łodzi przedstawił zarzuty żądania i przyjmowania korzyści o charakterze seksualnym od Anety Krawczyk i próby doprowadzenia do stosunku płciowego z członkinią zarządu województwa lubelskiego Agnieszką Kowal. Zastosowano wówczas wobec niego poręczenie majątkowe w wysokości 30 tys. zł i dozór policyjny.
Proces karny w tej sprawie rozpoczął się przed Sądem Okręgowym w Piotrkowie Trybunalskim w maju 2008. 11 lutego 2010 nieprawomocnym wyrokiem tego sądu został skazany na karę 2 lat i 3 miesięcy pozbawienia wolności. Andrzej Lepper złożył następnie apelację od wyroku. W marcu 2011 Sąd Apelacyjny w Łodzi uchylił wyrok skazujący Andrzeja Leppera i skierował sprawę do ponownego rozpoznania przez Sąd Okręgowy. We wrześniu 2011 postępowanie to zostało umorzone ze względu na śmierć oskarżonego.

### Pozostałe postępowania sądowe
Przeciwko Andrzejowi Lepperowi wszczęto różne procesy karne i cywilne, w związku ze znieważaniem funkcjonariuszy publicznych, pomówieniami, niszczeniem mienia, organizowaniem nielegalnych blokad dróg i przejść granicznych. Sam w 2007 stwierdził, że wytoczono mu łącznie 137 procesów sądowych i postępowań przed kolegiami do spraw wykroczeń. Do 2007 wydano wobec niego sześć prawomocnych wyroków skazujących.
W 1999 po niestawieniu się na rozprawie w sprawie znieważenia byłego wicepremiera Janusza Tomaszewskiego wydano za nim list gończy, na skutek którego zatrzymano go na przejściu granicznym.
Poniżej znajduje się wykaz niektórych wyroków kończących procesy z udziałem Andrzeja Leppera.
- Sąd Rejonowy w Słupsku skazał Andrzeja Leppera na karę półtora roku pozbawienia wolności z warunkowym zawieszeniem jej wykonania na okres trzech lat próby za podżeganie do użycia siły wobec zarządcy gospodarstwa ogrodniczego w Kobylnicy w 1994, na skutek czego jego zwolennicy wychłostali tę osobę (wcześniejszego współpracownika Andrzeja Leppera i szefa sztabu Samoobrony RP w Słupsku[78]) i ogolili mu głowę[77].
- Sąd Rejonowy w Lublinie uznał Andrzeja Leppera winnym lżenia naczelnych organów państwa i skazał go na karę 1 roku pozbawienia wolności z warunkowym zawieszeniem jej wykonania na dwuletni okres próby oraz 3 tys. zł grzywny[79].
- We wrześniu 2001 w trybie wyborczym nakazano mu przeproszenie polityków Polskiego Stronnictwa Ludowego (m.in. Lesława Podkańskiego) za nieprawdziwe stwierdzenia na ich temat, w tym wypowiedź, że Lesław Podkański jako minister miał doprowadzić do obniżenia poziomu produkcji cukru w Polsce[80].
- Sąd Okręgowy w Łodzi w 2002 utrzymał w mocy wyrok sądu rejonowego skazujący Andrzeja Leppera za znieważenie byłego wicepremiera Janusza Tomaszewskiego poprzez nazwanie go publicznie „bandytą z Pabianic”[79].
- Sąd Apelacyjny w Gdańsku w 2002 utrzymał w mocy wyrok Sądu Okręgowego w Gdańsku skazujący Andrzeja Leppera za znieważenie prezydenta Aleksandra Kwaśniewskiego i dwóch byłych wicepremierów, jednocześnie zamiast kary pozbawienia wolności wymierzył mu 20 tys. zł grzywny[79].
- Sąd Rejonowy w Słubicach uznał Andrzeja Leppera w marcu 2002 za winnego zorganizowania w styczniu 1999 nielegalnej blokady na przejściu granicznym w Świecku, wymierzając mu karę roku pozbawienia wolności z warunkowym zawieszeniem jej wykonania i grzywnę w łącznej kwocie 5 tys. zł. W następnym roku wyrok ten został utrzymany przez Sąd Okręgowy w Gorzowie Wielkopolskim[79].
- W maju 2006 Sąd Apelacyjny w Warszawie nie uwzględnił apelacji Andrzeja Leppera od wyroku za pomówienie pięciu polityków z Platformy Obywatelskiej i Sojuszu Lewicy Demokratycznej podczas wystąpienia w Sejmie, na mocy zapadłego orzeczenia lider Samoobrony RP został skazany za ten czyn na karę roku i trzech miesięcy pozbawienia wolności z warunkowym zawieszeniem wykonania tej kary na okres pięciu lat próby[13].
- W 2006 przegrał proces cywilny ze Zbigniewem Komorowskim, którego pomówił o sprowadzanie do Polski zboża skażonego nitrofenem[81].
- W październiku 2007 sąd w Zielonej Górze nakazał Andrzejowi Lepperowi przeproszenie Henryka Ostrowskiego m.in. za nieprawdziwe sugestie o jego przynależności do PZPR[82].
- W lipcu 2008 Sąd Okręgowy Warszawa-Praga skazał go w pierwszej instancji za wysypanie na tory w 2002 zboża należącego do Zbigniewa Komorowskiego na grzywnę w wysokości 25 tys. zł[76]. Wyrok ten uprawomocnił się po oddaleniu przez Sąd Apelacyjny w Warszawie apelacji oskarżonego w marcu 2009[83].
- W grudniu 2009 ponownie rozpatrujący sprawę rzekomego znieważenia Włodzimierza Cimoszewicza przez Andrzeja Leppera (po zwróceniu mu sprawy przez Sąd Najwyższy) Sąd Okręgowy w Warszawie uchylił wyrok skazujący sądu I instancji i umorzył postępowanie w sprawie ze względu na przedawnienie karalności[84].

## Publikacje
- Samoobrona. Dlaczego? Przed czym (wywiad z Andrzejem Lepperem, który przeprowadził Jan Ul), 1993.
- Niepokorny, 1999.
- Każdy kij ma dwa końce, 2001.
- Lista Leppera, 2002.
- Czas barbarzyńców, 2005.
- 141 dni…, 2007.

## Odniesienia w kulturze
Tekst utworu „Pierdolę Pera” grupy muzycznej Kazik na Żywo, opublikowany na albumie Las Maquinas de la Muerte (1999), stanowi bezpośrednie odniesienie do osoby Andrzeja Leppera. W szczególności dotyczy organizowanych przez niego nielegalnych blokad dróg w latach 90. Miała to być reakcja za wykorzystanie przez polityka w kampanii wyborczej innej piosenki Kazika Staszewskiego bez jego zgody.
Andrzejowi Lepperowi poświęcony został spektakl libańskiego reżysera Rabiha Mrouégo Tu Wersalu nie będzie! (2016), pokazujący historię przemian zapoczątkowanych transformacją systemową w Polsce przez pryzmat życia głównego bohatera. Przedmiotem zainteresowania stały się w nim przeżycia zbiorowe przeniesione na „jednostkę marginalizowaną, zepchniętą na pobocza «nowej» rzeczywistości”.

## Wyniki wyborcze
| Wybory | Komitet wyborczy   | Komitet wyborczy                                                      | Organ                                              | Okręg             | Wynik              |
| ------ | ------------------ | --------------------------------------------------------------------- | -------------------------------------------------- | ----------------- | ------------------ |
| 1991   |                    | Samoobrona Rolników                                                   | Sejm I kadencji                                    | nr 21             | 1617 (0,67%)       |
| 1993   |                    | Samoobrona – Leppera                                                  | Sejm II kadencji                                   | nr 20             | 24 480 (13,21%)    |
| 1995   |                    | Ogólnopolski KW Andrzeja Leppera                                      | Prezydent RP                                       | Prezydent RP      | 235 797 (1,32%)    |
| 1997   |                    | Przymierze Samoobrona                                                 | Senat IV kadencji                                  | woj. koszalińskie | 24 614 (15,86%)    |
| 1998   |                    | Przymierze Społeczne                                                  | Sejmik Województwa Zachodniopomorskiego I kadencji | nr 3              | 8975 (9,98%)       |
| 2000   |                    | KW Kandydata na Prezydenta Rzeczypospolitej Polskiej Andrzeja Leppera | Prezydent RP                                       | Prezydent RP      | 537 570 (3,05%)    |
| 2001   |                    | Samoobrona Rzeczpospolitej Polskiej                                   | Sejm IV kadencji                                   | nr 40             | 44 814 (21,78%)    |
| 2005   | Sejm V kadencji    | Samoobrona Rzeczpospolitej Polskiej                                   | 33 535 (19,11%)                                    | nr 40             |                    |
| 2005   |                    | KW Kandydata na Prezydenta Rzeczypospolitej Polskiej Andrzeja Leppera | Prezydent RP                                       | Prezydent RP      | 2 259 094 (15,11%) |
| 2007   |                    | Samoobrona Rzeczpospolitej Polskiej                                   | Sejm VI kadencji                                   | nr 40             | 8459 (3,43%)       |
| 2008   | Senat VII kadencji | Samoobrona Rzeczpospolitej Polskiej                                   | nr 21                                              | 3435 (3,81%)      |                    |
| 2010   |                    | KW Kandydata na Prezydenta Rzeczypospolitej Polskiej Andrzeja Leppera | Prezydent RP                                       | Prezydent RP      | 214 657 (1,28%)    |